# Barátok és szerelmek
A Barátok és szerelmek (eredeti cím: Locura de amor) 2000-ben készített mexikói teleregény, amelyet Jorge Patiño alkotott. A főbb szerepekben Juan Soler, Adriana Nieto, Irán Castillo, Juan Peláez és Laisha Wilkins látható. 
Mexikóban a Canal de las Estrellas 2000. május 1-én, Magyarországon a TV2 2001. november 16-án mutatta be.

## Cselekmény
A sorozat egy hatalmas partival kezdődik, Rebeca (Laisha Wilkins) házibulit tart. Ezen a partin jelen van Natalia (Adriana Nieto, később Irán Castillo) is. Rebeca pasija, Mauro (Renato Bartilotti) folyton Nataliát figyeli a bulin, amikor odamegy hozzá és felajánlja, hogy hoz neki egy italt, Rebeca bepöccen és belöki Nataliát a medencébe. A medencében Nataliának egy gyerekkori kép ugrik be, és nem úszik fel a felszínre emiatt. Rebeca és Natalia legjobb barátnője, Carmen (Adamari López) aggódni kezdenek, hogy mi lehet vele a medence alján. Amikor Mauro visszaér a medencéhez az italokkal, a két lány azt mondja, Natalia a medence alján van egy ideje. Mauro beugrik és kimenti Nataliat, akinek nem esik semmi baja. Ennek hatására Rebeca féltékenységi jelenetet rendez, és mivel Natalia is elmegy, mert nem akar maradni, ezt is zokon veszi. Ezek után Natalia és Rebeca halálos ellenségek és vetélytársak is lesznek.
Nataliát egyik bartája, León (Osvaldo Benavides) kíséri haza. Natalia apjával, Santiagóval (Juan Peláez), nővérével, Beatrizszal (Alejandra Barros) és nagyanyjával, Estherrel (Beatriz Aguirre) lakik együtt egy házban. Anyja évekkel ezelőtt meghalt. Natalia a Minerva leánykollégiumban tanul. Konfliktusai nemcsak otthon, hanem a kollégiumban is vannak. Amikor Natalia kutyája tönkreteszi apja egyik makettjét, és ebből nagy vita kerekedik, megtudjuk, hogy Natalia anyja megfulladt, miközben őt kisgyerek korában ki akarta menteni a vízből (ezt látta a medence alján).
Amikor Natalia visszatér a kollégiumba, az első dolga, hogy botrányt rendezzen az évnyitó ünnepségen. Ez sikerül is neki, Alejo (Mario Prudomme) tornatanár lába megsérül emiatt. Apja ezen az ünnepségen mutatja be új kedvesét, Ruthot (Mané Macedo), akit feleségül szeretne venni hamarosan. Természetesen Santiago családja az első pillanattól kezdve gyűlöli Ruthot. Új pszichológiatanárt kell felvenni a kollégiumba, mert az előző folyton ivott. Az új tanár Enrique Gallardo (Juan Soler), akivel Natalia az első napokban nem jön ki, de utána viszont egymásba szeretnek. Szerelmük miatt titkolózniuk kell, hiszen Natalia még csak 17 éves, és Enriquének pedig barátnője is van. A tanár-diák viszonyt senki sem nézi jó szemmel; ha kitudódik, abból óriási botrány kerekedhet.

## Szereplők
| Szereplő              | Színész                 | Magyar hang        |
| --------------------- | ----------------------- | ------------------ |
| Natalia Sandoval      | Adriana Nieto           | Zsigmond Tamara    |
| Natalia Sandoval      | Irán Castillo           | Zsigmond Tamara    |
| Enrique Gallardo      | Juan Soler              | László Zsolt       |
| Rebeca Becerril       | Laisha Wilkins          | Solecki Janka      |
| Carmen Ruelas         | Adamari López           | Major Melinda      |
| Santiago Sandoval     | Juan Peláez             | Papp János         |
| Esther Sandoval       | Beatriz Aguirre         | Gyimesi Pálma      |
| Clemencia Castañón    | Rosa María Bianchi      | Koffler Gizella    |
| León Palacios         | Osvaldo Benavides       | Csőre Gábor        |
| Beatriz Sandoval      | Alejandra Barros        | Urbán Andrea       |
| Ruth Quintana         | Mané Macedo             | Román Judit        |
| Ivan Quintana         | Raúl Araiza             | R. Kárpáti Péter   |
| Gisela Castillo       | Gabriela Platas         | Kéri Kitty         |
| Lucinda Balboa        | Francesca Guillén       | Vadász Bea         |
| Dafne Hurtado         | Mariana Ávila           | Roatis Andrea      |
| Mirtha Gómez          | Ana Liz Rivera          | Mezei Kitty        |
| Felipe Zárate         | Ulises de la Torre      | Hevér Gábor        |
| Mauro Rodari          | Renato Bartilotti       | Kárpáti Levente    |
| Paco Ruelas           | Alejandro de la Madrid  | Seder Gábor        |
| Citlalli de la Fuente | Audrey Vera             | Simonyi Piroska    |
| Brenda Tovar          | Pía Aub                 | Dögei Éva          |
| Doris Quintana        | Yula Pozo               | Menszátor Magdolna |
| Alejo                 | Mario Prudomme          | Debreczeny Csaba   |
| Tomasa                | Amparo Arozamena        | Várnagy Kati       |
| Alonso Ruelas         | Juan Carlos Colombo     | Bolla Róbert       |
| Sergio Balboa         | Eduardo Liñán           | Várday Zoltán      |
| Hugo Castillo         | Luis Couturier          | Vizy György        |
| Vilma Lara            | Alejandra Peniche       | Andresz Kati       |
| Faustino Cisneros     | Pedro Weber «Chatanuga» | Papucsek Vilmos    |
| Herminia López        | Aurora Alonso           | Némedi Mari        |
| Damián                | Juan Carlos Casasola    | Csuha Lajos        |
| Blas                  | Juan Antonio Gómez      | Kapácsy Miklós     |
| Venus                 | Claudia Ortega          | Kiss Eszter        |
| Justina Suárez        | Lupe Vázquez            | Makay Andrea       |
| Fabricio Núñez        | Adalberto Parra         | Fazekas István     |
| Soledad Retana        | Adriana Barraza         | Hirling Judit      |

## Érdekességek
- Adriana Nietónak ez volt élete első főszerepe és egyben utolsó szerepe is. Magatartása miatt kidobták a sorozatból, és nem is kapott sehol sem szerepet később.
- Adriana Nieto a 99. részben szerepel utoljára, ezután a 100–103. részben Natalia nem szerepel, a 104. résztől Irán Castillo játssza tovább a szerepet.
- Laisha Wilkins és Irán Castillo már játszottak együtt a Soñadoras – Szerelmes álmodozók sorozatban.
- Adriana Nieto és Pedro Weber Chatanuga korábban a Titkok és szerelmek című sorozatban játszottak együtt.

## Előző verzió
- 1988–1989 között készült a Dulce desafío, Arturo Ripstein rendezésében. Főszereplői: Adela Noriega, Eduardo Yáñez és Chantal Andere.

## TVyNovelas díj 2001
- Legjobb főcímdal: Enloquéceme, előadója: OV7.

## A főcímdal
- A főcímdalt az OV7 énekli. Teljes nevükön: La Onda Vaselina 7.
- A 7-es szám a tagok számát jelenti. A tagok neve: Kalimba Marichal, Mariana Ochoa, Lidia Avila, Erika Zaba, Ari Borovoy, M'Balia Marichal és Oscar Shwebel.